# NGC 31
NGC 31 é uma galáxia espiral (Sc) localizada na direcção da constelação de Phoenix. Possui uma declinação de -56° 59' 10" e uma ascensão recta de 0 horas, 10 minutos e 38,5 segundos.
A galáxia NGC 31 foi descoberta em 28 de Outubro de 1834 por John Herschel.